# 200 ビージー・ストリート
200 ビージー・ストリートは、アメリカ合衆国のニューヨーク、ロウアー・マンハッタンにある超高層ビルである。ブルックフィールド・プレイスの敷地内に建っていて、そのうちの4塔の超高層ビルの中でも、このビルが最も高い。単に、ブルックフィールド・プレイスと呼ばれることも多い。2014年まではブルックフィールド・プレイスは「ワールドフィナンシャルセンター」（WFC）と呼ばれており、200ビージーストリートは「スリー・ワールドフィナンシャルセンター 」と呼ばれていた。
ニューヨークを代表する摩天楼のひとつとなっていて、ニューヨークでも約30番目の高さを誇る。高さは、屋上が225.2m、階数は51階。
2001年9月11日のアメリカ同時多発テロ事件で、このビルも落ちてきた残骸によって損害を受けたため、2002年5月までの修復工事期間の間、ビルは閉鎖されていた。